# Ganges
Der Ganges (Sanskrit, f., गंगा oder गङ्गा, Gaṅgā) ist mit einer mittleren Wasserführung von über 12.000 m³/s der zweitgrößte Fluss Indiens und Bangladeschs (Südasien). Der über 2600 Kilometer lange Fluss entwässert die große Ebene südlich des Himalaya, eines der am dichtesten bevölkerten Gebiete der Erde. Religiös betrachtet ist der Ganges der heiligste Fluss der Hindus.

## Verlauf
Der Ganges und seine Nebenflüsse entwässern das Gebiet zwischen der Hauptlinie der Himalayagipfel und den nördlichen Gebirgszügen des Dekkan wie Vindhyagebirge und Aravalligebirge. In der Gangesebene schwenken alle Flüsse nach Südosten ein und sammeln sich im mäßig mäandrierenden, von Sandbänken durchsetzten Hauptstrom. Nach dem Eintritt in das Gangesdelta und einem Schwenk nach Süden zweigen mehrere Stromarme nach Süden zum Golf von Bengalen ab, während der Hauptstrom des Ganges, ab dem Übertritt nach Bangladesch Padma genannt, sich mit dem deutlich größeren Brahmaputra, hier Jamuna genannt, vereinigt und ebenfalls in mehrere Stromarme aufteilt. Der vereinigte Strom erreicht, inzwischen zum mächtigsten Strom Asiens angewachsen, als Untere Meghna den Golf von Bengalen des Indischen Ozeans.

### Quellflüsse und Oberlauf im Himalaya
Noch innerhalb des Himalaya vereinigen sich als Quellflüsse die längere Bhagirathi und die größere Alaknanda zum Ganges. Diese Mündung bei Devprayag in der Region Garhwal ist die unterste von fünf heiligen Flussmündungen (Panch Prayag), die sich als Pilgerstätten die Alaknanda hinab aufreihen. Dennoch gilt die Quelle der Bhagirathi, das Gletschertor Gaumukh („Kuhmaul“) mit dem Pilgerort Gangotri, zumindest mythologisch, als eigentliche Ganges-Quelle. Dort entströmt der Fluss einem der größten Gletscher des Himalaya, dem Gangotri-Gletscher.
Bei der Pilger- und Touristenstadt Rishikesh verlässt der Ganges die schluchtartigen Täler des Himalaya. In einem letzten Engtal durchschneidet der Fluss das Siwalik-Vorgebirge des Himalaya, bevor er bei der Pilgerstadt Haridwar die Gangesebene erreicht.

### Gangesebene
Beim Eintritt in die Gangesebene zweigt seit 1856 nach rechts der große Gangeskanal ab, der ein über 6000 Kilometer langes System von Bewässerungskanälen speist. Es verteilt sich vor allem im Doab, dem Zweistromland zwischen dem südwestwärts strömenden Ganges und seinem bedeutendsten Nebenfluss, der Yamuna (in der treffenden Bedeutung Zwilling), der rund 100 km weiter südwestlich parallel verläuft. Die wichtigste Stadt am oberen Ganges ist das industriell geprägte Kanpur. Die Mündung beider Flüsse bei Prayagraj, Triveni Sangam – „Dreifachmündung“ genannt (Sangama (Sanskrit): „Mündung“) hat auch eine religiöse Bedeutung, da hier der mythische Fluss Saraswati aus dem Untergrund heraus münden soll.
Im weiteren Verlauf passiert der Ganges Varanasi, die Stadt mit der größten religiösen Bedeutung am Ganges, und Patna, die größte Stadt an den Ufern des Flusses; beide Städte gehören zu den ältesten Ansiedlungen Indiens. Der Ganges erhält danach von links (Norden) mehrere wasserreiche Nebenflüsse aus dem Himalaya.

### Gangesdelta
Das Gangesdelta beginnt mit der Abzweigung der Bhagirathi (nicht zu verwechseln mit dem rechten Ganges-Quellfluss). Sie ist der wichtigste Seitenarm des Ganges im Delta der beiden Ströme. Sie heißt weiter unterhalb Hugli. An seinem linken Ufer liegt Kolkata (Kalkutta; gegründet als Calcutta). Seit 1975 führt das Sperrwerk von Farakka (im Distrikt Bhagirathi) einen vergrößerten Anteil des Gangeswassers durch einen Kanal der Bhagirathi zu. Der Streit darum belastet das Verhältnis zwischen Indien und Bangladesch. Dessen Staatsgebiet erreicht der Hauptstrang des Ganges wenige Kilometer unterhalb und vereinigt sich später mit dem deutlich größeren Brahmaputra, der im dortigen Abschnitt Jamuna genannt wird.
Der vereinte Strom nimmt als Padma dann noch die von links (Osten) kommende Obere Meghna auf, bevor er als Untere Meghna in einem verzweigten Ästuar den Golf von Bengalen erreicht. Das Ganges-Brahmaputra-Delta im engeren Sinne erstreckt sich von dieser Mündung nach Süden und in einer Breite bis fast zu 300 Kilometer Breite weiter nach Westen bis zur Hugli-Mündung und wird im Wesentlichen von Gewässern durchströmt, die vom Ganges abzweigen. Es gilt mit rund 56.700 km² als weltweit größtes Mündungsdelta.
Entlang der Küste finden sich weitflächige Mangrovensümpfe, die sogenannten Sundarbans, die das Gebiet auch vor den jährlichen Sturmfluten bewahren (Süd-Nord-Taifun). Alle Ufer der Gewässer im Delta werden durch die starken Gezeiten in Bewegung gehalten. Der starke Bevölkerungsdruck hat (bis auf einen Nationalpark an der Grenze) zu einer wachsenden Besiedlung auch dieser amphibischen Landschaft geführt.
Wegen des geringen Gefälles sind die größeren und kleineren Flussarme im Gangesdelta untereinander vielfach verbunden – so verbindet der Jalangi die Flüsse Padma und Hugli; der Bhairab verbindet den Jalangi mit weiter südlich gelegenen Flussarmen.

## Flusssystem
Der Name Ganges bezeichnet im engeren Sinne nur den Hauptteil der großen Sammelader der zahlreichen Gewässer im zentralen Teil der nordindischen Tiefebene. Er steht aber auch für das Flusssystem insgesamt, das durch eine ungewöhnlich großräumige und rasche Veränderlichkeit der Wasserläufe charakterisiert werden kann. Diese hat zur Folge, dass vielfach die historisch gewachsenen Flussnamen mit den heutigen Hauptströmen nicht mehr übereinstimmen.

### Gewässernetz
Gewässerkundlich betrachtet ist der Ganges der größte Nebenfluss des Stromes, dessen Hauptstrang im unteren Teil die Namen Brahmaputra, Jamuna, Padma und Untere Meghna führt. Bei der Mündung in diesen Hauptstrom führt der Ganges (hier bereits als Padma) rund 12.000 m³/s Wasser und oberhalb der Ableitung zur Bhagirathi bei Farakka rund 13.000 m³/s. Der Brahmaputra (Jamuna) führt dagegen rund 20.100 m³/s. Weiter stromaufwärts, oberhalb von Prayagraj, ist nicht der Ganges, sondern der hier mündende „Nebenfluss“ Yamuna der hydrologische Hauptstrang des Systems mit einer um die Hälfte größeren mittleren Wasserführung und einer um rund 250 Kilometer größeren Länge. Er führt dem Ganges 2634 m³/s zu. Weiter stromauf ist es dann die Chambal, die mit der doppelten Wasserführung am Zusammenfluss mit der Yamuna den Hauptstrang darstellt. Die gegenwärtigen Abflüsse würden ohne die umfangreichen Ableitungen zur Bewässerung zwar höher sein, dennoch verschöben sich die relativen Gewichte der einzelnen Fließgewässer bis auf wenige Ausnahmen nicht wesentlich.
Das Gewässernetz weist je nach Teillandschaft unterschiedliche Charakteristika auf.
- Im Himalaya haben sich baumförmige Gewässernetze herausgebildet, die jedoch zwei auffällige Konzentrationslinien durchlaufen: Der Hauptkamm des Himalaya bildet nur lokale Wasserscheiden; viele nordwärtige Wasserläufe durchschneiden gesammelt in Abständen die Linie der höchsten Gipfel, nehmen dann weitere Zuflüsse der regenreichen Südabdachung auf und werden abermals durch die Vorgebirgsketten der Siwaliks auf wenige antezedente Durchbruchstäler konzentriert.
- Im Gangesbecken dominieren annähernd parallele Fließwege über die großen Schwemmfächer aus dem Himalaya.
- Südlich der Gangesebene sind die Gewässernetze weniger regelhaft und oft von den Verwerfungslinen des Dekkanplateaus vorgezeichnet.

### Gewässerdaten
Bedingt durch das im Deltabereich komplizierte und wenig eindeutige Gewässersystem differieren die Angaben zu Wasserführung, Länge und Einzugsgebiet.
Als charakteristische Wasserführung wird entweder der Wert der Station Farakka genommen, da sie vor Abzweigung der Bhagirathi den höchsten Wert liefert (je nach Bezugszeitspanne 11.000 bis 17.000 m³/s), oder der Wert der Station an der Hardinge-Brücke kurz vor dem Zusammenfluss des Hauptstranges Padma mit der Jamuna in Bangladesh (10.800 m³/s bis 15.000 m³/s). Der Abfluss schwankt allerdings im Jahreslauf extrem.
Die Längenangaben beziehen sich selten nur auf den Abschnitt mit dem Namen Ganges. Meist ist der längere Quellfluss mit einbezogen. Unterhalb der ersten Teilung im Deltabereich beziehen sich die Angaben entweder auf den Ganges bis zum Zusammenfluss mit der Jamuna (ca. 2420 km), oder sie beziehen den gemeinsamen Verlauf bis zum Meer mit ein. Mitunter wird auch den Bhagirathi/Hugli hinab gemessen, zumal dies den ausschließlich indischen Fließweg beschreibt (ca. 2620 km).
Das Einzugsgebiet wird meist mit 935.000 km² (Farakka) oder 975.000 km² (Zusammenfluss mit der Jamuna) angegeben. Bezieht man den Deltabereich den Hugli hinab mit ein, ergeben sich rund 1.080.000 km².

### Nebenflüsse
Abgesehen vom bedeutendsten Nebenfluss Yamuna strömen die wasserreicheren Nebenflüsse dem Ganges von links zu. Sie entstammen zumeist dem Himalaya und mildern die Sauerstoffarmut und Schadstoffkonzentration des Hauptstroms. Andererseits besteht an ihren Ufern die größte Hochwassergefahr des Gangesgebietes.
| Name         | Mündung von | Abfluss (MQ) [m³/s] | Länge [km] | Einzugs- gebiet [km²] | Quellhöhe [m. ü. M.] | Mündungs- höhe [m. ü. M.] | Mündungs- ort |
| ------------ | ----------- | ------------------- | ---------- | --------------------- | -------------------- | ------------------------- | ------------- |
| Quellflüsse  |             |                     |            |                       |                      |                           |               |
| Alaknanda    | links       | 440                 | 240        | 12587                 | 4350                 | 460                       | Devprayag     |
| Bhagirathi   | rechts      | 260                 | 254        | 7820                  | 4120                 | 460                       | Devprayag     |
| Nebenflüsse  |             |                     |            |                       |                      |                           |               |
| Ramganga     | links       | 490                 | 596        | 32493                 | 3110                 | 130                       | Ibrahimpur    |
| Yamuna       | rechts      | 2940                | 1376       | 366223                | 6387                 | 74                        | Sahon         |
| Ghaghara     | links       | 2980                | 1080       | 127950                | 4800                 | 48                        | Chapra        |
| Son          | rechts      | 900                 | 784        | 71259                 | 600                  | 46                        | Dinapur       |
| Gandak       | links       | 1640                | 630        | 46300                 | 7620                 | 44                        | Sonepur       |
| Kosi         | links       | 2160                | 835        | 95156                 | 7000                 | 34                        | Kursela       |
| Burhi Gandak | links       |                     | 320        | 12021                 | 300                  |                           |               |

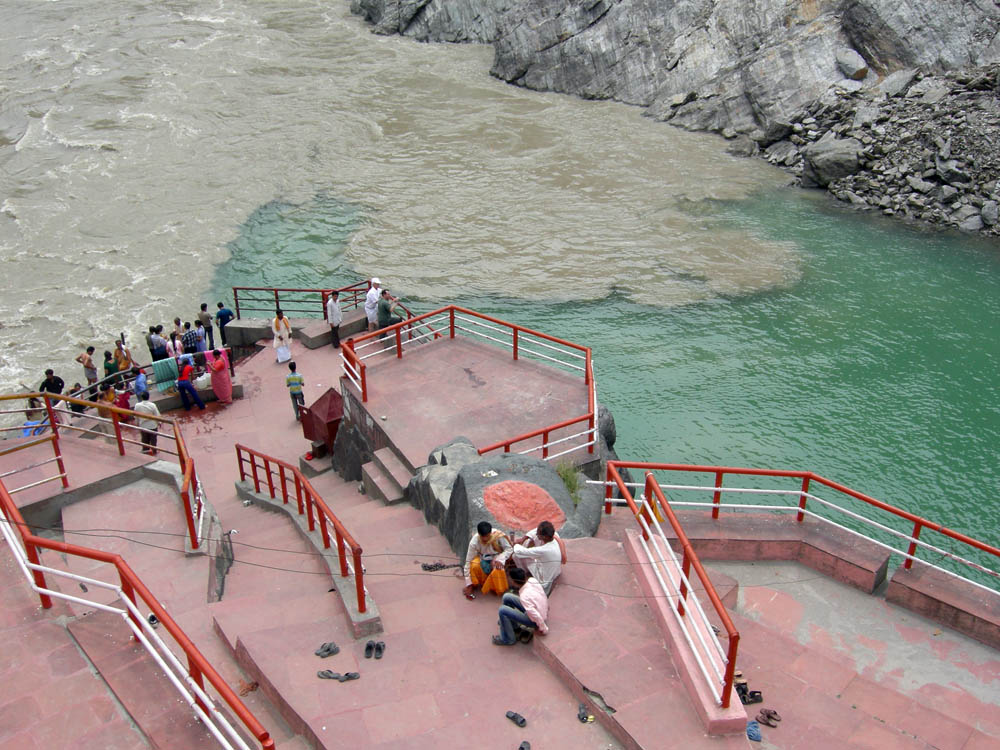
Zusammenfluss von Alaknanda und Bhagirathi bei Devprayag
(-> Farbe von Gewässern)

Das natürliche Gewässernetz ist durch ein dichtes Netz künstlicher Wasserläufe stark verändert. Ganges und Yamuna verlieren daher große Teile ihres Volumens an Bewässerungskanäle; beispielsweise zweigen der Ganges-Kanal 295 m³/s. ab und der Yamuna-Kanal 218 m³/s.

## Hydrologie
Das Abflussregime des Ganges ist stark jahreszeitlich geprägt und wird von den Niederschlägen des Südwestmonsuns geprägt. 84 % der Niederschläge fallen von Juni bis September. Trotz des abmildernden Einflusses der Gletscher-Schmelzwässer aus dem Himalaya beträgt am Sperrwerk von Farakka das mittlere Verhältnis des geringsten Monatsabflusses zum stärksten mehr als 1 : 21.
Mittlere Monatsabflüsse (in m³/s) der hydrologischen Station Farakka (Höhe: 19 m, Einzugsgebiet: 833.000 km², auf Basis der Werte von 1949 bis 1973):

## Entstehung des Ganges-Beckens
Im Zuge der noch anhaltenden Kollision des Indischen Subkontinents mit der Eurasischen Platte taucht die Indische Platte ab, was zur Bildung einer ausgedehnten Vortiefe vor dem Faltengebirge des Himalaya als Kollisionsfront führt. Sie wird von den Sedimenten aus dem Himalaya laufend aufgefüllt. Das Flusssystem des Ganges hat sich im östlichen Teil des Tieflands entwickelt.
Die Talformen am Oberlauf sind wegen der starken laufenden Hebung des Himalaya durch starke fluviale Erosion geprägt und bilden deshalb enge Talprofile mit rutschgefährdeten Hängen, die streckenweise auch schluchtartig sind. Die obersten Quellbäche fließen in Trogtälern, die eiszeitliche Gletscher hinterlassen haben. Nach Passieren der letzten Schlucht durch die Randketten aus jungen Sedimentgesteinen verästelt sich der Fluss unter ständiger Verlagerung der Stromrinnen und schüttet dabei ausgedehnte Kies- und Sandflächen auf. Im weiteren Verlauf dominieren immer feinkörnigere, landwirtschaftlich besser nutzbare Sedimente. Bevorzugt an hohen, stabilen Prallufern sind Städte entstanden.
Im flachen untersten Teil des Tieflandes kann auch die tektonische Unruhe zu bedeutenden Laufverlagerungen führen.
Bis zum späten 12. Jahrhundert war der Bhagirathi der Hauptarm des Ganges, verlief jedoch teilweise anders als heute. Dann wurde der Padma-Arm bedeutender; ab dem 16. Jahrhundert war er etwa gleichrangig und ab dem 18. Jahrhundert der Hauptstrom. Diese Verlagerungen wie auch die etwas spätere Verlagerung des Brahmaputra nach Westen, also über die heutige Jamuna zur Padma hin, wird durch tektonische Hebungen im westlichen Gangesdelta und am Alten Brahmaputra erklärt, besonders nach einem Erdbeben im Jahre 1782 und einer Hochwasserkatastrophe im Jahre 1787, bei der auch die Tista ihren Lauf weg vom Ganges hin zur sich gerade formierenden Jamuna verlagert hat. Erst seit diesen jungen Verlagerungen ist der Ganges Teil eines größeren Stromsystems, zuvor war er ein selbständiger Strom.

## Tier- und Pflanzenwelt
Der Ganges ist der Lebensraum des seltenen und wenig erforschten Gangesdelfins, des Gangesgavials sowie des Gangeshais, über den ebenfalls nur wenig bekannt ist. Im seichten und von Wasserläufen durchzogenen Mündungsgebiet, insbesondere in den Sundarbans, leben zahlreiche Säugetiere (Bengaltiger, Axishirsche, Wildschweine), Vögel und Reptilien.

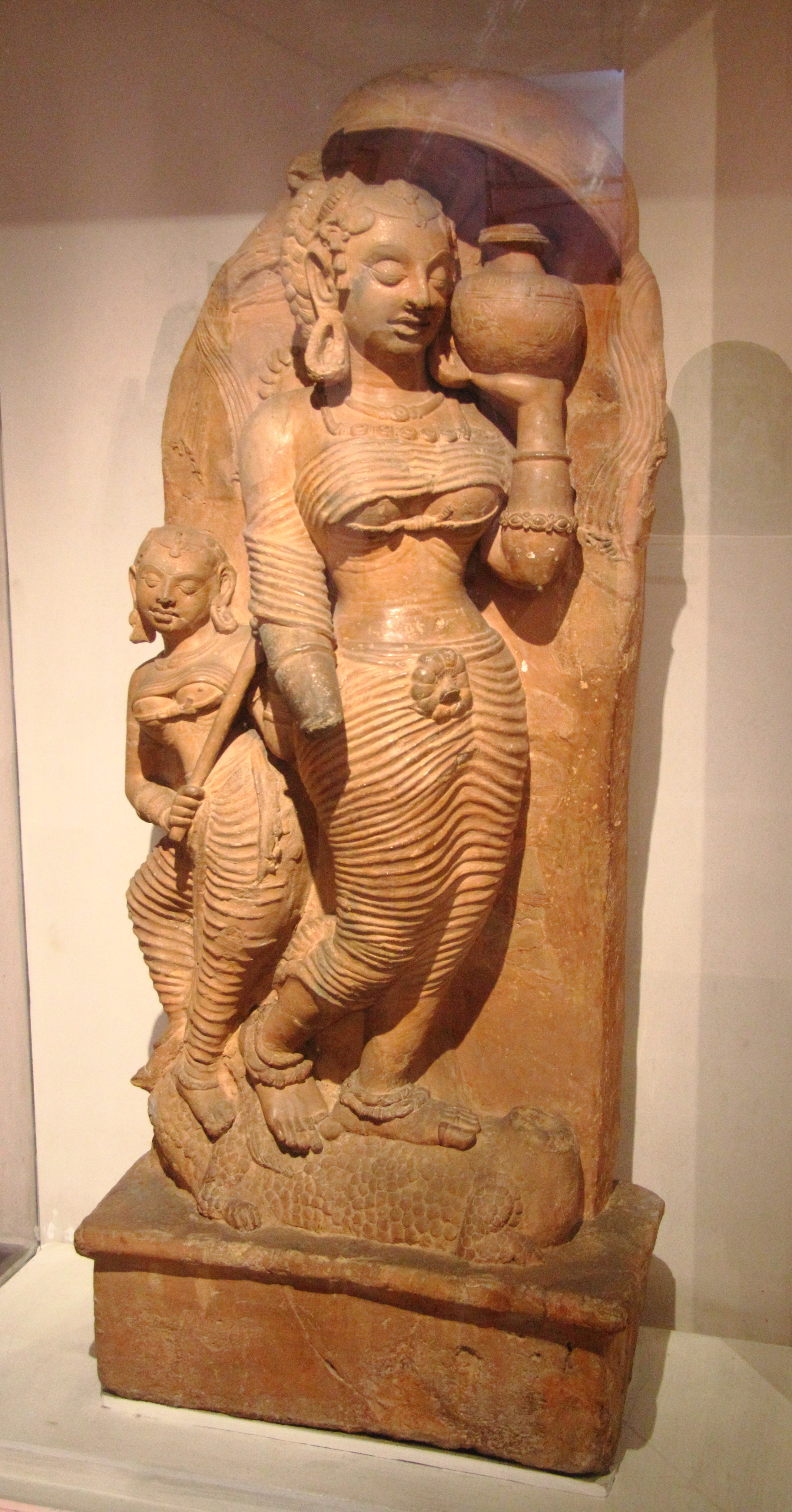
Flussgöttin Ganga (5. Jh.)

## Religiöse Bedeutung
Den meisten indischen Religionen ist die Ganga, wie Inder den Ganges bzw. dessen Personifikation als Göttin nennen, heilig. Das Bad in ihm soll von Sünden reinigen und verspricht Absolution (siehe Kumbh Mela). Viele Hindus wollen nach Möglichkeit am Ganges sterben – vorzugsweise in Varanasi – und ihre Asche im Fluss verstreut wissen.

## Wirtschaftliche Bedeutung
Auf dem Ganges ist zwar Binnenschifffahrt möglich, sie hat jedoch keinerlei wirtschaftliche oder verkehrstechnische Bedeutung. Die Ganga Vilas lief 2022 als erstes in Indien gebautes Flusskreuzfahrtschiff vom Stapel. Die größten Städte am Fluss bzw. an seinen Mündungsarmen sind in Indien Kanpur, Prayagraj (lange Zeit Allahabad), Varanasi, Patna, Kolkata (früher: Kalkutta) und in Bangladesch die Stadt Khulna.
Die großen Städte entlang des Ganges beziehen bis zu 70 Prozent ihres Trinkwassers aus dem Fluss.

## Abwasserbelastung
Die Verschmutzung des Flusses ist enorm: Täglich werden über 5 Millionen Kubikmeter toxischer Abwässer eingeleitet, allein in Kalkutta 320 Millionen Liter in den Gangesarm Hugli. Die Belastung durch Kolibakterien ist 2000-mal höher als in Indien erlaubt und das Wasser enthält hohe Konzentrationen von Cyaniden, Arsen, Blei, Zink, Chrom und Quecksilber. Zu den Fäkalabwässern kommen zahlreiche Leichenreste. Beides erleichtert die Ausbreitung von Cholera- und Typhusbakterien.
Außerdem funktionieren nur wenige Kläranlagen effektiv, sodass sich auch dort gereinigtes Wasser unterhalb der Anlagen wieder mit hoch belastetem Wasser mischt. 1985 startete die indische Regierung einen Aktionsplan (Ganga Action Plan), der das Ziel hatte, die Verschmutzung zu bekämpfen. Trotz hoher Investitionen gilt der Plan als weitgehend gescheitert, nicht zuletzt, weil für den Betrieb der Anlagen notwendige Mittel fehlten. Der Oberste Gerichtshof des nordindischen Bundesstaats Uttarakhand ordnete im März 2017 an, dass der Ganges und sein Hauptzufluss Yamuna den Status einer juristischen Person erhalten sollen. Die Flüsse sollen „alle entsprechenden Rechte, Pflichten und Verantwortlichkeiten einer lebenden Person“ erlangen. Diese Entscheidung bedeutet, dass eine Verschmutzung oder Beschädigung der Flüsse einer Schädigung einer Person gleichwertig ist. Das Gericht führte das Beispiel des neuseeländischen Whanganui River an, der auch die vollen Rechte einer juristischen Person besitzt.